# NASCAR Winston Cup 1984
De NASCAR Winston Cup 1984 was het 36e seizoen van het belangrijkste NASCAR kampioenschap dat in de Verenigde Staten gehouden wordt. Het seizoen startte op 19 februari met de Daytona 500 en eindigde op 18 november met de Winston Western 500. Terry Labonte won het kampioenschap voor de eerste keer in zijn carrière. De trofee rookie of the year werd uitgereikt aan Rusty Wallace.
Tijdens de Firecracker 400 boekte zevenvoudig Winston Cup kampioen Richard Petty zijn 200e en laatste overwinning.

## Races
Top drie resultaten, exhibitie- en kwalificatiewedstrijden staan niet vermeld.
| '  | Datum  | Race                       | Circuit                         | Winnaar         | Tweede          | Derde           |
| 1  | 19-feb | Daytona 500                | Daytona International Speedway  | Cale Yarborough | Dale Earnhardt  | Darrell Waltrip |
| 2  | 26-feb | Miller High Life 400       | Richmond International Raceway  | Ricky Rudd      | Darrell Waltrip | Terry Labonte   |
| 3  | 4-mrt  | Carolina 500               | North Carolina Speedway         | Bobby Allison   | Terry Labonte   | Lake Speed      |
| 4  | 18-mrt | Coca-Cola 500              | Atlanta Motor Speedway          | Benny Parsons   | Dale Earnhardt  | Cale Yarborough |
| 5  | 1-apr  | Valleydale 500             | Bristol Motor Speedway          | Darrell Waltrip | Terry Labonte   | Ron Bouchard    |
| 6  | 8-apr  | Northwestern Bank 400      | North Wilkesboro Speedway       | Tim Richmond    | Harry Gant      | Ricky Rudd      |
| 7  | 15-apr | TranSouth 500              | Darlington Raceway              | Darrell Waltrip | Terry Labonte   | Bill Elliott    |
| 8  | 29-apr | Sovran Bank 500            | Martinsville Speedway           | Geoff Bodine    | Ron Bouchard    | Darrell Waltrip |
| 9  | 6-mei  | Winston 500                | Talladega Superspeedway         | Cale Yarborough | Harry Gant      | Buddy Baker     |
| 10 | 12-mei | Coors 420                  | Music City Motorplex            | Darrell Waltrip | Neil Bonnett    | Geoff Bodine    |
| 11 | 20-mei | Budweiser 500              | Dover International Speedway    | Richard Petty   | Tim Richmond    | Terry Labonte   |
| 12 | 27-mei | World 600                  | Charlotte Motor Speedway        | Bobby Allison   | Dale Earnhardt  | Ron Bouchard    |
| 13 | 3-jun  | Budweiser 400              | Riverside International Raceway | Terry Labonte   | Neil Bonnett    | Bobby Allison   |
| 14 | 10-jun | Van Scoy Diamond Mines 500 | Pocono Raceway                  | Cale Yarborough | Harry Gant      | Terry Labonte   |
| 15 | 17-jun | Miller 400                 | Michigan International Speedway | Bill Elliott    | Dale Earnhardt  | Darrell Waltrip |
| 16 | 4-jul  | Firecracker 400            | Daytona International Speedway  | Richard Petty   | Harry Gant      | Cale Yarborough |
| 17 | 14-jul | Pepsi 420                  | Music City Motorplex            | Geoff Bodine    | Darrell Waltrip | Dale Earnhardt  |
| 18 | 22-jul | Like Cola 500              | Pocono Raceway                  | Harry Gant      | Cale Yarborough | Bill Elliott    |
| 19 | 29-jul | Talladega 500              | Talladega Superspeedway         | Dale Earnhardt  | Buddy Baker     | Terry Labonte   |
| 20 | 12-aug | Champion Spark Plug 400    | Michigan International Speedway | Darrell Waltrip | Terry Labonte   | Bill Elliott    |
| 21 | 25-aug | Busch 500                  | Bristol Motor Speedway          | Terry Labonte   | Bobby Allison   | Dick Brooks     |
| 22 | 2-sep  | Southern 500               | Darlington Raceway              | Harry Gant      | Tim Richmond    | Buddy Baker     |
| 23 | 9-sep  | Wrangler Sanfor-Set 400    | Richmond International Raceway  | Darrell Waltrip | Ricky Rudd      | Dale Earnhardt  |
| 24 | 16-sep | Delaware 500               | Dover International Speedway    | Harry Gant      | Terry Labonte   | Ricky Rudd      |
| 25 | 23-sep | Goody's 500                | Martinsville Speedway           | Darrell Waltrip | Terry Labonte   | Bill Elliott    |
| 26 | 7-okt  | Miller High Life 500       | Charlotte Motor Speedway        | Bill Elliott    | Benny Parsons   | Cale Yarborough |
| 27 | 14-okt | Holly Farms 400            | North Wilkesboro Speedway       | Darrell Waltrip | Harry Gant      | Bobby Allison   |
| 28 | 21-okt | American 500               | North Carolina Speedway         | Bill Elliott    | Harry Gant      | Terry Labonte   |
| 29 | 11-nov | Atlanta Journal 500        | Atlanta Motor Speedway          | Dale Earnhardt  | Bill Elliott    | Ricky Rudd      |
| 30 | 18-nov | Winston Western 500        | Riverside International Raceway | Geoff Bodine    | Tim Richmond    | Terry Labonte   |

## Eindstand - Top 10
| 1  | Terry Labonte   | 4508 |
| 2  | Harry Gant      | 4443 |
| 3  | Bill Elliott    | 4377 |
| 4  | Dale Earnhardt  | 4265 |
| 5  | Darrell Waltrip | 4235 |
| 6  | Bobby Allison   | 4094 |
| 7  | Ricky Rudd      | 3918 |
| 8  | Neil Bonnett    | 3797 |
| 9  | Geoff Bodine    | 3734 |
| 10 | Richard Petty   | 3643 |